# Barranc d'Escarlà
El Barranc d'Escarlà, és un barranc de l'antic terme de Sapeira, actualment inclòs en el terme municipal de Tremp, al Pallars Jussà. És afluent de la Noguera Ribagorçana.
El barranc d'Escarlà es forma al nord del Tossal de l'Abadia, de 1.389 m. alt., i baixa sempre en direcció sud-oest, en una trajectòria bastant recta.
El barranc comença anomenant-se barranc d'Escarlà, i rep pel sud el barranc de Bolantàs, el del Toscar, el de Seuvascura, les Carboneres, la Boïga Vella (aquests dos no duen nom ni de llau ni de barranc), el barranc de la Capella, tots per la mateixa banda, i Rodamilans i lo Clot de la Serra (també sense genèric que antecedeixi aquest nom), pel nord, i, finalment, el barranc de la Mir, pel sud, amb el qual arriba al lloc conegut com la Ventana d'Escarlà. Just a llevant d'aquest lloc, una mica enlairada, hi ha l'ermita de la Mare de Déu de la Mir. Aquí el barranc passa a anomenar-se barranc Gran d'Escarlà. Passa per sota, al sud, del poble d'Escarlà, i s'aboca en la Noguera Ribagorçana a la Boca del barranc.